# Steaua Roșie Belgrad (baschet masculin)
Steaua Roșie Belgrad (în sârbă KK Crvena zvezda) este un club profesionist de baschet din Belgrad, Serbia. Clubul face parte din Asociația de Baschet Adriatică și concurează în Liga ABA, Euroligă și în Liga de Baschet a Serbiei. Meciurile de acasă din campionatul Turciei se joacă în Sala Aleksandar Nikolić, în timp ce meciurile de pe teren propriu din Euroligă se dispută pe Kombank Arena, cu o capacitate de 18.386 de locuri. Suporterii Stelei Roșii sunt cunoscuți ca Delije.

## Palmares

### Competiții interne
Liga de Baschet a Serbiei
- Campionaă (2): 2014–2015, 2015–2016
- Locul 2 (5): 2006–2007, 2008–2009, 2011–2012, 2012–2013, 2013–2014

Cupa Serbiei
- Câștigătoare (5): 2003–2004, 2005–2006, 2012–2013, 2013–2014, 2014–2015]]
- Finalistă (2): 2008–2009, 2011–2012

## Foste competiții interne
Prima Ligă de Baschet Iugoslavă (RSF Iugoslavia) 
- Campioană (12): 1946, 1947, 1948, 1949, 1950, 1951, 1952, 1953, 1954, 1955, 1968–1969, 1971–1972]]
- Locul 2 (7): 1959, 1969–1970]], 1972–1973, 1983–1984, 1984–1985, 1986–1987, 1989–1990]]

Liga YUBA (RF Iugoslavia)
- Campioană (3): 1992–1993, 1993–1994, 1997–1998
- Locul 2 (2): 1991–1992, 2005–2006

Cupa Iugoslaviei
- Câștigătoare (3): 1970–1971, 1972–1973, 1974–1975
- Finalistă (3): 1973–1974, 1989–1990, 1993–1994

### Competiții europene
Cupa Saporta
- Câștigătoare (1): 1973–1974
- Finalistă (2): 1971–1972, 1974–1975

Cupa Korać
- Finalistă (2): 1983–1984, 1997–1998

### Competiții regionale
Liga Adriatică
- Câștigătoare (2): 2014-2015, 2015-2016
- Locul 2 (1): 2012-2013

## Antrenori importanți
| - Nebojša Popović (1946–1956) - Milan Bjegojević (1959–1970) - Aleksandar Nikolić (1973–74) - Ranko Žeravica (1980–1986 & 1997) - Božidar Maljković (assistant 1983–1986) - Vladislav Lučić (1992–1995, 1998 & 2000) | - Aleksandar Trifunović (2002–2003, 2004–2005 & 2010) - Zmago Sagadin (2003–2004) - Dragan Šakota (2007–2008) - Svetislav Pešić (2008–2009 & 2011–12) - Dejan Radonjić (2013–present) |